# Lucas dos Santos (Leichtathlet)
Lucas Marcelino dos Santos (* 4. Januar 1995 in Londrina) ist ein brasilianischer Leichtathlet, der sich auf den Weitsprung spezialisiert hat.

## Sportliche Laufbahn
Erste internationale Erfahrungen sammelte Lucas dos Santos im Jahr 2012, als er bei den Jugendsüdamerikameisterschaften in Mendoza mit einer Weite von 7,10 m den vierten Platz im Weitsprung belegte. Im Jahr darauf siegte er mit 7,44 m bei den Juniorensüdamerikameisterschaften in Resistencia und 2014 gelangte er bei den Juniorenweltmeisterschaften in Eugene mit 7,56 m auf Rang neun. 2017 startete er bei der Sommer-Universiade in Taipeh und wurde dort mit 7,50 m Neunter und 2019 schied er bei den Studentenweltspielen in Neapel ohne einen gültigen Versuch in der Qualifikationsrunde aus. 2022 nahm er an den Südamerikaspielen in Asunción teil und belegte dort mit 7,57 m den fünften Platz und im Jahr darauf gewann er bei den Südamerikameisterschaften in São Paulo mit 7,83 m die Silbermedaille hinter dem Uruguayer Emiliano Lasa. 2024 sicherte er sich bei den Hallensüdamerikameisterschaften in Cochabamba mit 7,92 m die Bronzemedaille hinter dem Kolumbianer Arnovis Dalmero und Emiliano Lasa aus Uruguay. Im Mai musste er sich dann bei den Ibero-Amerikanischen Meisterschaften in Cuiabá mit 7,91 m ebenfalls nur Lasa und Dalmero geschlagen geben. Anschließend brachte er bei den Olympischen Sommerspielen in Paris in der Qualifikationsrunde keinen gültigen Versuch zustande.
2025 belegte er bei den Hallensüdamerikameisterschaften in Cochabamba mit 7,68 m den fünften Platz und Ende April gelangte er bei den Südamerikameisterschaften in Mar del Plata mit 7,51 m auf den sechsten Platz. 
In den Jahren von 2022 bis 2024 wurde dos Santos brasilianischer Meister im Weitsprung 2021 in der 4-mal-100-Meter-Staffel.